# Adolphe Steinheil
Édouard Charles Adolphe Steinheil, född den 10 mars 1850 i Paris, död där den 31 maj 1908, var en fransk målare. Han var son till Auguste Steinheil och gift med Marguerite Japy.
Steinheil målade historiska genrer som Den fattige studenten, Domstolsscen på 1500-talet, Abélard föreläser och Rikard Lejonhjärtas död.